# Тресино
Тресино (на гръцки: Όρμα, Орма, до 1925 година: Τρέσινο, Тресино, катаревуса: Τρέσινον, Тресинон) е село в Егейска Македония, Гърция, в дем Мъглен (Алмопия) на административна област Централна Македония.

## География
Тресино е разположено в западната част на котловината Мъглен (Моглена) в подножието на Малка Нидже, на 310 m надморска височина, на река Белица (Μπέλιτσα).

## История

### Античност
Топонимът Орма или Орми (Ορμα, Ορμη) е споменат от множество антични писатели.

### В Османската империя
Етимологията на Тресино се извежда народно от три сина и според легендата селото е основано от трима братя. Според друга версия е от три села, а според трети е от треска.
В XIX век Тресино е село във Воденска каза на Османската империя. Църквата „Свети Николай“ в Тресино е от 1865 година. Селото е чифлик и принадлежи на бея на Бизово. Според Стефан Веркович към края на XIX век Тресино (Тресина) е българо-мохамеданско селище с мъжко население 171 души и 47 домакинства.
Александър Синве (Les Grecs de l’Empire Ottoman. Etude Statistique et Ethnographique), който се основава на гръцки данни, в 1878 година пише, че в Тресинон (Trésinon), Мъгленска епархия, живеят 390 гърци. В „Етнография на вилаетите Адрианопол, Монастир и Салоника“, издадена в Константинопол в 1878 година и отразяваща статистиката на населението от 1873 година, Тресино (Tressino) е посочено като село във Воденска каза със 100 къщи и 350 жители българи и 136 помаци.
Съгласно статистиката на Васил Кънчов („Македония. Етнография и статистика“) към 1900 година в Тресино живеят 430 българи християни и 250 българи мохамедани.
Според Христо Силянов след Илинденското въстание в 1904 година цялото село минава под върховенството на Българската екзархия. Според секретаря на Екзархията Димитър Мишев (La Macédoine et sa Population Chrétienne) в 1905 година в Тресино (Tressino) има 800 българи екзархисти. В 1909 година в Тресино е открито българско училище.
Екзархийската статистика за Воденската каза от 1912 година сочи Тресино с 450 жители българи християни и 250 българи мюсюлмани.
По време на Балканската война 1 човек от Тресино е доброволец в Македоно-одринското опълчение.

### В Гърция
През войната селото е окупирано от гръцки части и остава в Гърция след Междусъюзническата война. Боривое Милоевич пише в 1921 година („Южна Македония“), че Тресина има 70 къщи славяни християни и 70 къщи славяни мохамедани.
След Гръцко-турската война, по силата на Лозанския договор в 1924 година мюсюлманското население на Тресино е изселено в Турция (село Оджаклар, Ердек) и в селото са настанени 205 гърци бежанци от Мала Азия, Източна Тракия и Понт. В 1925 година е прекръстено на Орма. Според преброяването от 1928 година селото е смесено местно-бежанско с 49 бежански семейства и 171 души. В 1940 година селото има 1534 жители, от които 1316 местни и 216 бежанци.
През юни 1945 година Националната гвардия провежда акция в Тресино за издирване на членове на Българския клуб в Солун. Иззети са 150 лични карти. Десет души са заловени при опит да избягат в България.
Селото пострадва силно от Гражданската война в Гърция – част от жителите му бягат в социалистическите страни, а част са преселени от властите в полските села. След нормализацията на обстановката, част от селяните се завръщат и обновяват селото.
В 1981 година селото има 685 жители. Според изследване от 1993 година селото е чисто „славофонско“ и в него „македонският език“ е запазен на средно ниво.
Селото произвежда лук, пипер, овошки и е развито частично и скотовъдството.
| Име                             | Име             | Ново име        | Ново име         | Описание                                                         |
| ------------------------------- | --------------- | --------------- | ---------------- | ---------------------------------------------------------------- |
| Сува река                       | Σούνα           | Ксеропотамос    | Ξεροπότάμος      | река в Мала Нидже на ЮИ от Тресино                               |
| Рамница                         | Ραμνιτς         | Исиотопос       | Ίσιότοπος        | връх в Мала Нидже на Ю от Тресино (721 m)                        |
| Гърлето                         | Γκαρλέντο       | Гемисма         | Γέμισμα          | местност на ЮИ от Тресино                                        |
| Юруци път                       | Ίρουτσιπατ      | Матиясма        | Μάτιασμα         | местност на И от Тресино                                         |
| Мицова нива                     | Μήτσα Νίβα      | Хорафи ту Митро | Χωράφι τοϋ Μήτρο | връх в Мала Нидже на ЮЗ от Тресино (757,2 m)                     |
| Изворо                          | Ίσβορο          | Пиги            | Πηγή             | местност в Мала Нидже на З от Тресино                            |
| Слатина или Средна              | Σλάτινα         | Грисотопос      | Xρυσσότοπος      | връх в Мала Нидже на З от Тресино (906 m)                        |
| Делимишница                     | Ντελιμίσνιτσα   | Капетан Гарефис | Καπετάν Γαρέφης  | река в Мала Нидже на З от Тресино                                |
| Рамна бука                      | Ράμνα Μπούκα    | Исия Оксия      | Ίσια Όξυά        | връх в Мала Нидже на З от Тресино (1493,8 m)                     |
| Креминак                        | Κρεμινάκος      | Склири Петра    | Σκληρή Πέτρα     | връх в Мала Нидже на З от Тресино (2157,1 m)                     |
| Виро                            | Βίρο            | Вати неро       | Βαθύ νερό        | гранична река в Мала Нидже на З от Тресино, приток на Бистрица   |
| Плочите                         | Πλοτσίντα       | Плакес          | Πλάκες           | гора в Мала Нидже на З от Тресино                                |
| Бистрица                        | Μπίστριτσα      | Катаро          | Καθαρό           | река в Мала Нидже на З и на С от Тресино                         |
| Томорица                        | Τομαρίτς        | Панайоту        | Παναγιώτου       | връх в Нидже на З от Тресино (924 m)                             |
| Цървена стена                   | Τσαρβέντα Στενά | Кокини Петра    | Κόκκινη Πέτρα    | река в Нидже на СЗ от Тресино и на С от Томорица                 |
| Катранца вода или Картарца вода | Καρτάσκα Βόδα   | Коцифонеро      | Κοτσιφόνερο      | река в Нидже на З от Тресино                                     |
| Греда                           | Γκρέτα          | Докари          | Δοκάρι           | връх в Нидже на СЗ от Тресино (1604 m)                           |
| Борика                          | Μπουρίκα        | Певкофито       | Πευκόφυτο        | връх в Нидже на СЗ от Тресино (1688 m или 1595 m)                |
| Ямата                           | Γιάματα         | Клефторема      | Κλεφτόρεμα       | река в Нидже на СЗ от Тресино, ляв приток на Белица              |
| Скрета                          | Σκρέτα          | Кедрон          | Κέδρον           | възвишение на С от Тресино (474,7 m)                             |
| Боро                            | Μποϋρο          | Кастаниес       | Καστανιές        | връх в Нидже на СЗ от Тресино (805 m)                            |
| Бела Грота или Бело Гротло      | Μπέλα Γκρότα    | Аспрос Сволос   | Άσπρος Σβώλος    | връх в Нидже на СЗ от Тресино, гранична пирамида № 117 (23256 m) |
| Браварник                       | Πράβαρνικ       | Анаподон        | Άνάποδον         | местност в Нидже на СЗ от Тресино и на С от връх Греда           |
| Рамноборска река                | Ράμνα Μπορ      | Исио Певко      | Ίσιο Πεύκο       | река в Нидже на СЗ от Тресино (Колова)                           |

| Година    | 1913 | 1920 | 1928 | 1940 | 1951 | 1961 | 1971 | 1981 | 1991 | 2001 | 2011 | 2021 |
| --------- | ---- | ---- | ---- | ---- | ---- | ---- | ---- | ---- | ---- | ---- | ---- | ---- |
| Население | 1182 | 1166 | 1172 | 1534 | 457  | 733  | 692  | 685  | 712  | 649  | 641  | 532  |

## Личности
Родени в Тресино
- Атанас Гогов (Αθανάσιος Γώγου), гръцки андартски деец[21]
- Георги Марков (Γεώργιος Μάρκου), гръцки андартски деец от трети клас[22]
- Димитър Минов (Δημήτρης Μήνος), гъркомански андартски деец от трети ред[22][23][21]
- Иван Аврамов (Ιωάννης Αβραμίδης), гръцки андартски деец[21]
- Иван Гогов (Ιωάννης Γώγου), гръцки андартски деец[21]
- Иван Петров (Ιωάννης Πετρίδης), гръцки андартски деец от трети клас[22]
- Иван Янев (Ιωάννης Γιάννου), гръцки андартски деец от трети клас[22]
- Костадин Попанастасов (Κωνσταντίνος Παπαναστασίου), гръцки андартски деец, четник[22]
- Петър Петров (Πέτρος Πετρίδης), гръцки андартски деец от трети клас[22][21]
- Тоде Петров (Σταύρος (ΤΟΔΗΣ) Πετρίδης), гръцки андартски деец от трети клас[22]
- Христо Аврамов (Χρήστος Αβραμίδης), гръцки андартски деец[21]
- Христо Гогов (Χρήστος Γώγος), гръцки андартски деец от трети клас[22]
- Христо Марков (Χρήστος Μάρκου), гръцки андартски деец от трети клас[22][21]
- Яне Димов (1889/1890 – ?), македоно-одрински опълченец, четата на Григор Джинджифилов, 14 воденска дружина[24]

Починали в Тресино
- Христо Попиванов (? - 1908), български учител в селото родом от Саракиново, убит на 11 октомври от бившия гръцки андарт Темистокли[25]